# Santa Cruz do Piauí
Santa Cruz do Piauí är en kommun i Brasilien.   Den ligger i delstaten Piauí, i den östra delen av landet, 1 200 km nordost om huvudstaden Brasília. Antalet invånare är 6 025.
Omgivningarna runt Santa Cruz do Piauí är huvudsakligen savann. Runt Santa Cruz do Piauí är det glesbefolkat, med 9 invånare per kvadratkilometer.